# Burejaure (Tärna socken, Lappland)
Burejaure är en sjö i Storumans kommun i Lappland och ingår i Umeälvens huvudavrinningsområde. Sjön har en area på 0,417 kvadratkilometer och ligger 1 025,2 meter över havet. Sjön avvattnas av vattendraget Kvarnbäcken.

## Delavrinningsområde
Burejaure ingår i det delavrinningsområde (727266-149368) som SMHI kallar för Ovan 727176-149157. Medelhöjden är 776 meter över havet och ytan är 13,55 kvadratkilometer. Det finns inga avrinningsområden uppströms utan avrinningsområdet är högsta punkten. Kvarnbäcken som avvattnar avrinningsområdet har biflödesordning 2, vilket innebär att vattnet flödar genom totalt 2 vattendrag innan det når havet efter 351 kilometer. Avrinningsområdet består mestadels av skog (56 procent) och kalfjäll (31 procent). Avrinningsområdet har 0,63 kvadratkilometer vattenytor vilket ger det en sjöprocent på 4,7 procent.